# Віктор Рашович
Віктор Рашович (серб. Виктор Рашовић, нар. 13 серпня 1993 року) — сербський ватерполіст, відомий за виступи на міжнародних змаганнях, зокрема на чемпіонатах світу та універсіадах. Переможець літньої Універсіади 2017 року. Бронзовий медаліст Чемпіонату світу з водних видів спорту 2017 року.

### Основні досягнення:
- Переможець Літньої Універсіади 2017 (Тайбей, Китайський Тайбей) у складі збірної Сербії.
- Бронзовий медаліст Чемпіонату світу з водних видів спорту 2017 (Будапешт, Угорщина).
- Учасник Євроліги, Світової ліги та інших престижних турнірів.

### Клубна кар'єра:
Рашович грав за низку сербських та європейських клубів, зокрема:
- Ватерполо клуб "Партизан" (Белград)
- Ватерполо клуб "Црвена Звезда" (Белград)

### Збірна Сербії:
Був частиною збірної Сербії з водного поло, яка є однією з найсильніших у світі. 